# Burg Kishiwada
Die Burg Kishiwada (japanisch 岸和田城, Kishiwada-jō) befindet sich in der Stadt Kishiwada in der ehemaligen Provinz Izumi, heute ein Teil der Präfektur Osaka. In der Edo-Zeit residierten dort zuletzt die Okabe, die  mit einem Einkommen von 60.000 Koku zu den kleineren Fudai-Daimyō gehörten.

## Burgherren in der Edo-Zeit
- Ab 1600 die Koide mit einem Einkommen von 30.000 Koku
- Ab 1619 die Matsui mit einem Einkommen von 30.000 Koku
- Ab 1640 die Okabe mit einem Einkommen von 30.000 Koku

## Geschichte
In Kishiwada gab es seit der Sengoku-Zeit eine Burg. Sie wird heute allgemein die „Alte Burg“ (古城, Kojō), genannt. Dann wurde 1585 eine neue Burg von Koide Hidemasa (小出 秀政), einem höheren Vasallen Toyotomi Hideyoshis, erbaut. Die Alte Burg war eine durch Gräben geschützte einfache Burganlage, die nach der Beseitigung der Mönchsfestung Negoro-ji und der von Saika (雑賀) durch Toyotomi durch einen Neubau ersetzt werden sollte, um das südlich gelegene Wakayama zu beherrschen.

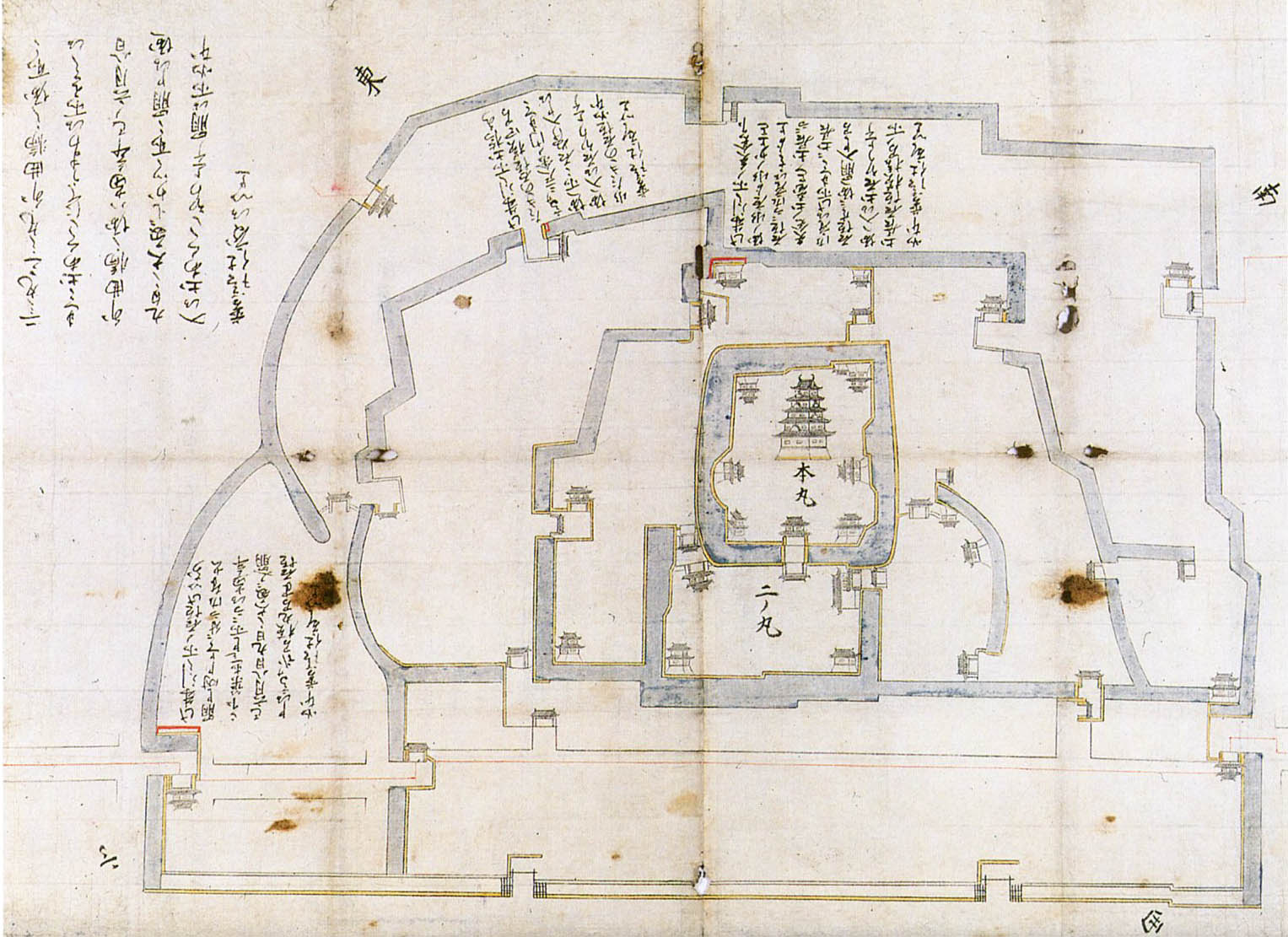
Die Stadt mit Burg. Oben ist Südost

Die Burg bestand aus dem zentralen Burgbereich, dem Hommaru und dem zweiten Burgbereich, dem Ni-no-maru. Als 1619 Matsui Yasushige (1568–1640) die Burg übernahm, wurden beim Abriss der Burg Fushimi von dort ein Tor und ein Wachturm nach Kishiwada überführt. Nachdem Okabe Nobukatsu (1597–1668) 1640 die Burg übernommen hatte, wurden die Außenbereiche verstärkt. Diese Maßnahme zur Verstärkung der Anlage resultierte aus dem Argwohn des Bakufu dem Fürsten von Wakayama, Tokugawa Yorinobu (徳川 頼宜; 1602–1671), gegenüber. Auch im weiteren Verlauf der Zeit diente Kishiwada als Schutz gegen die Kishū-Tokugawa.
Die am Rande der Bucht von Osaka gelegene Burg besaß ein Hommaru ungewöhnlicher Form, das durch einen fünfstöckigen Burgturm und an seine  fünf Ecken je einen Wachturm sowie durch Wachanlagen überbaute Mauern – Tamon-yagura (多聞櫓) – besaß. Im Ni-no-maru befand sich die Residenz. Dieser innere Bereich war (und ist) durch einen breiten Wassergraben umgeben. Weiter war die Burgstadt durch drei weite Wassergräben geschützt.
Heute ist im Hommaru ein 1954 wieder aufgebauter Burgturm samt Eingangstor und ein 1969 wieder aufgebauter Eck-Wachturm zu sehen. Auch die Tamon-yagura wurden wiederhergestellt. Das Hommaru ist als moderner Park unter der Bezeichnung Chiriki-kōen (千亀利公園) gestaltet. Der Burgturm beherbergt eine Ausstellung zur Burganlage.

## Bilder

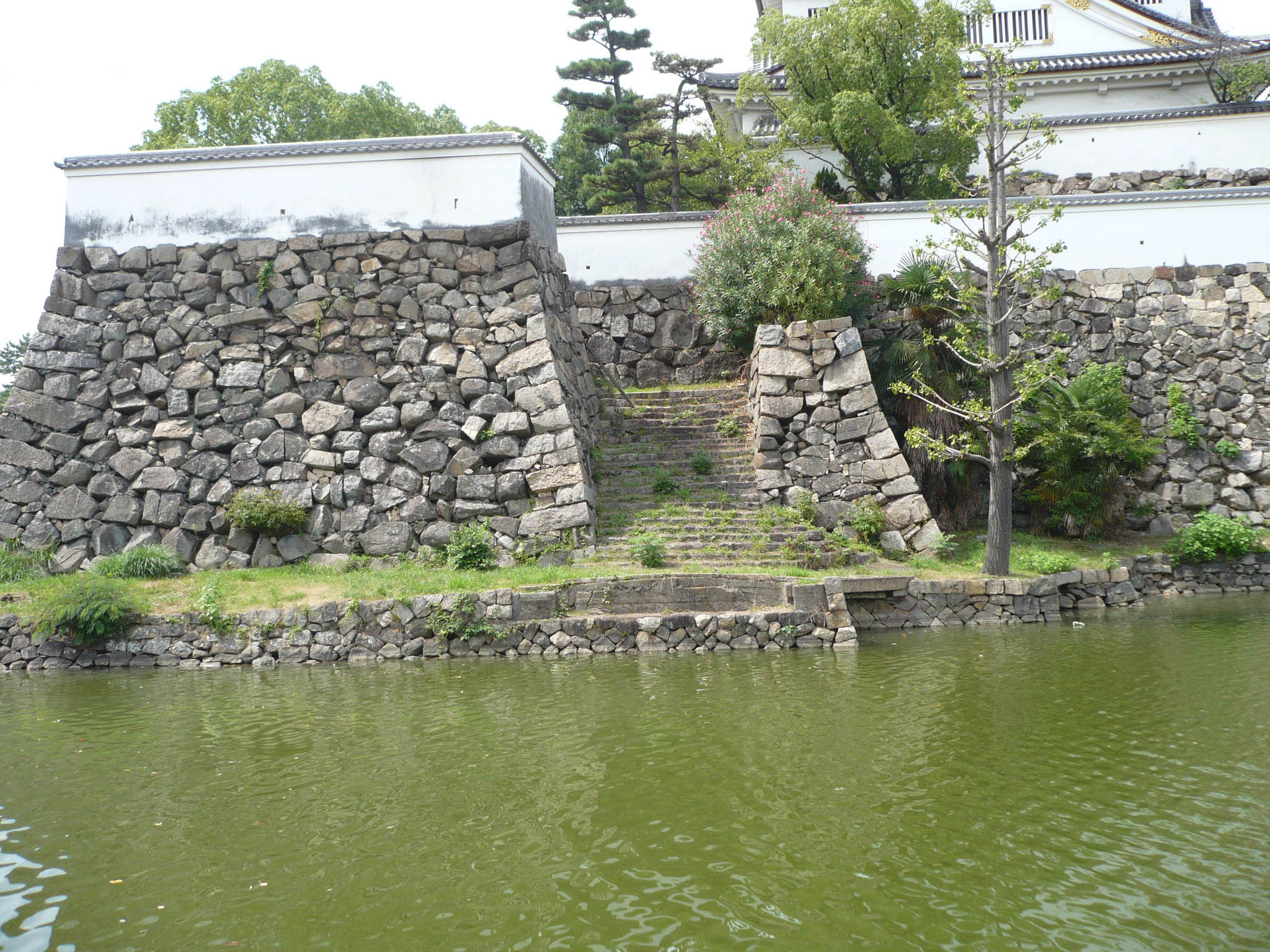
Treppe am Hommaru
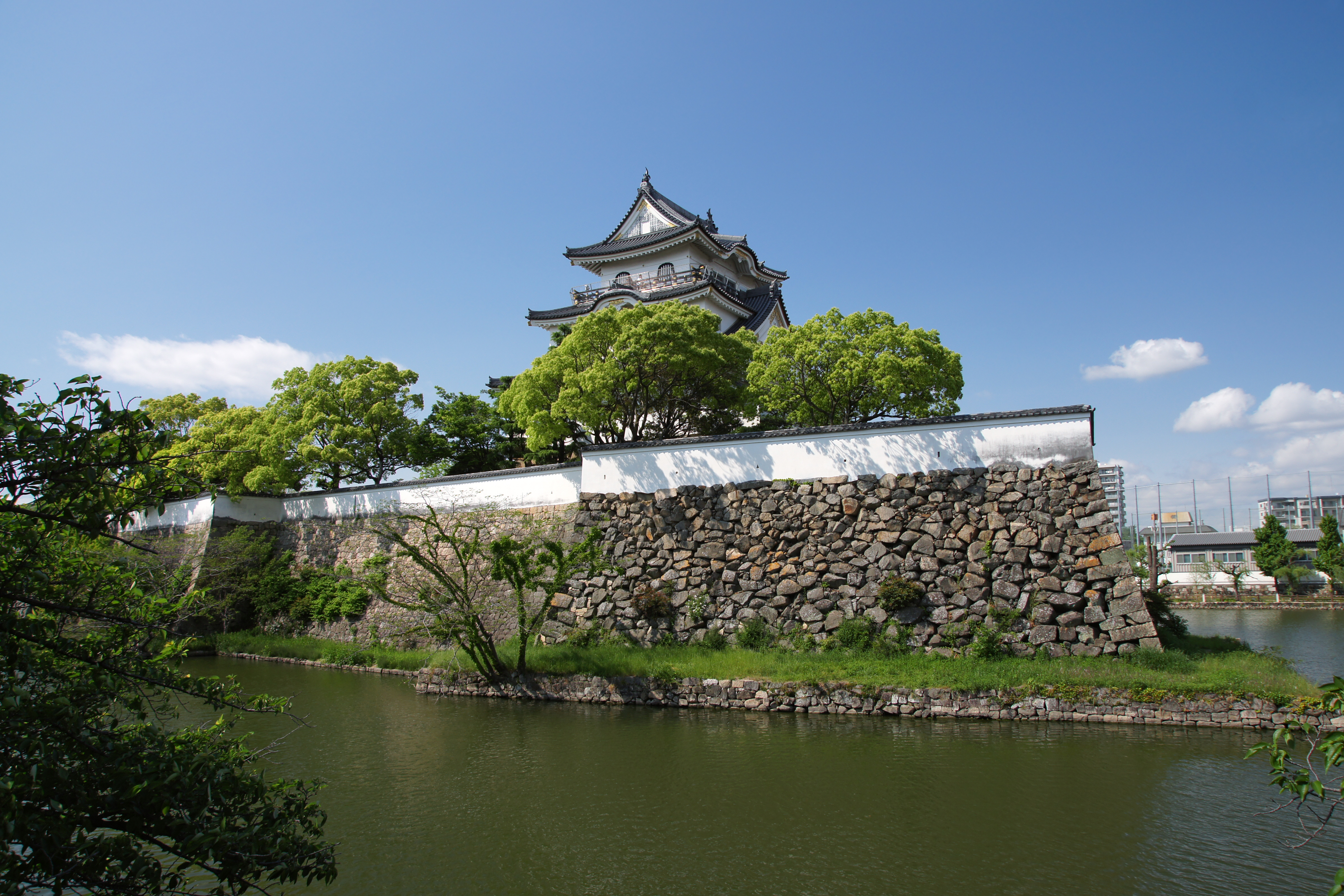
Ecke, dahinter der Burgturm
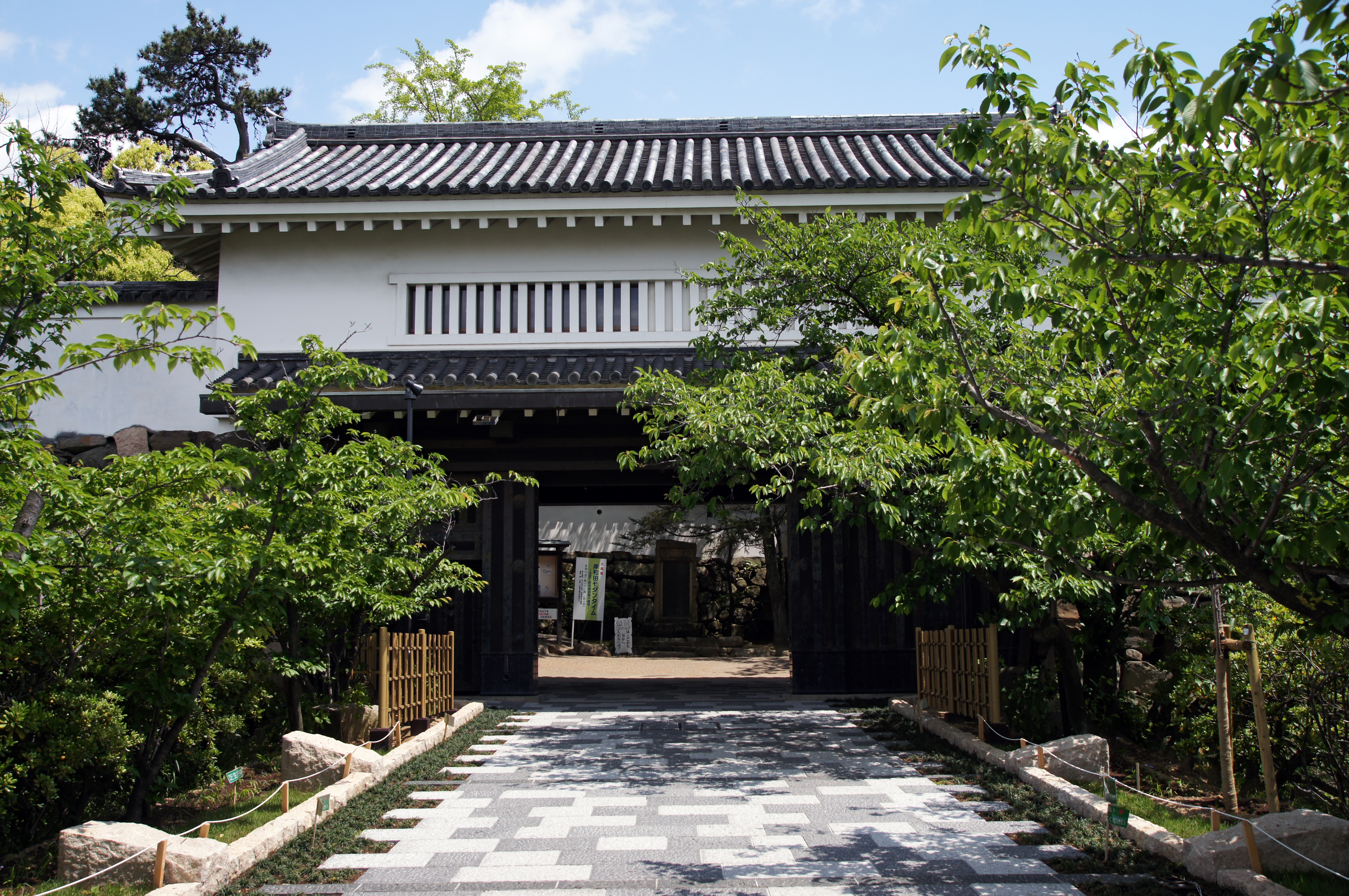
Eingangstor
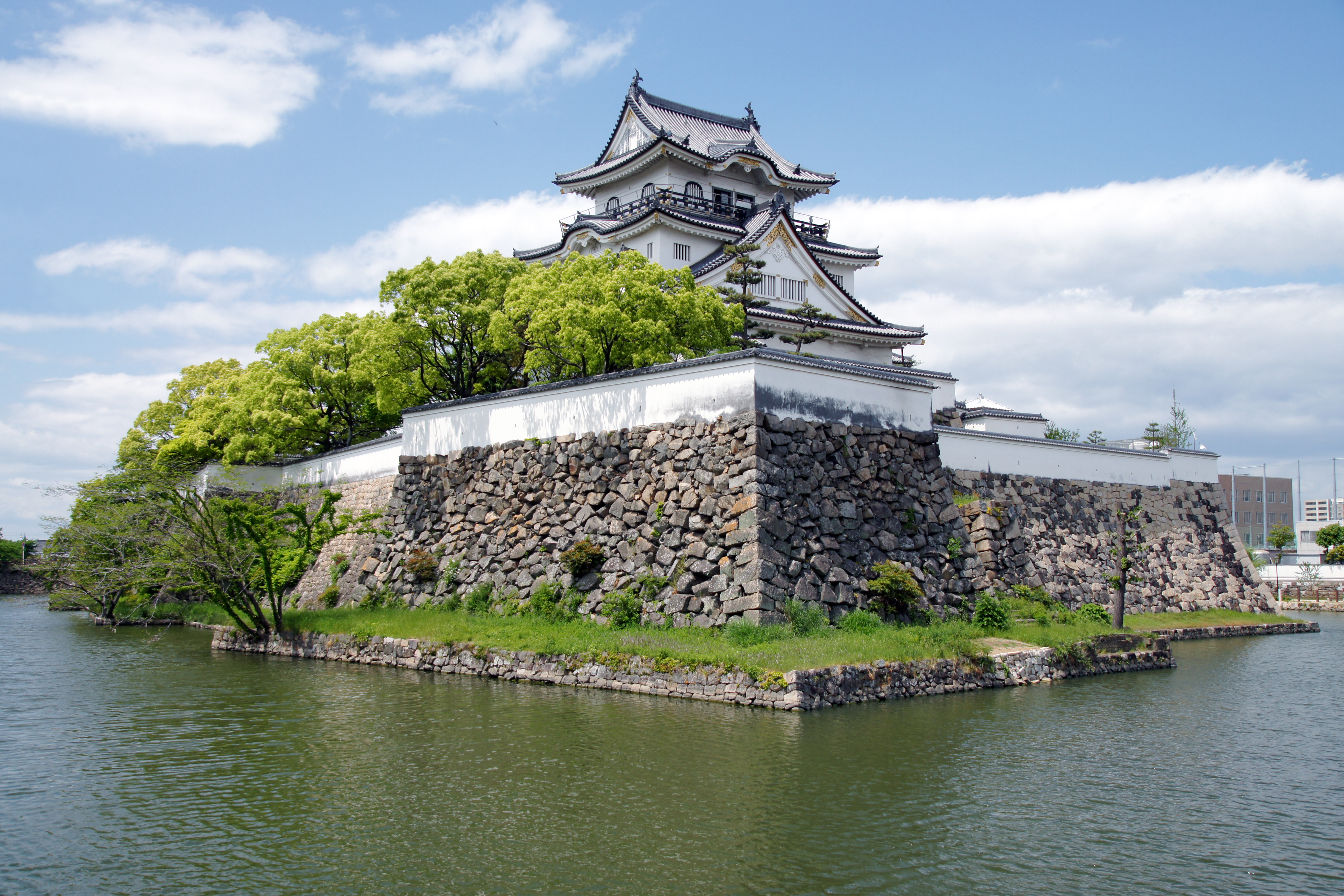
Ecke, dahinter der Burgturm
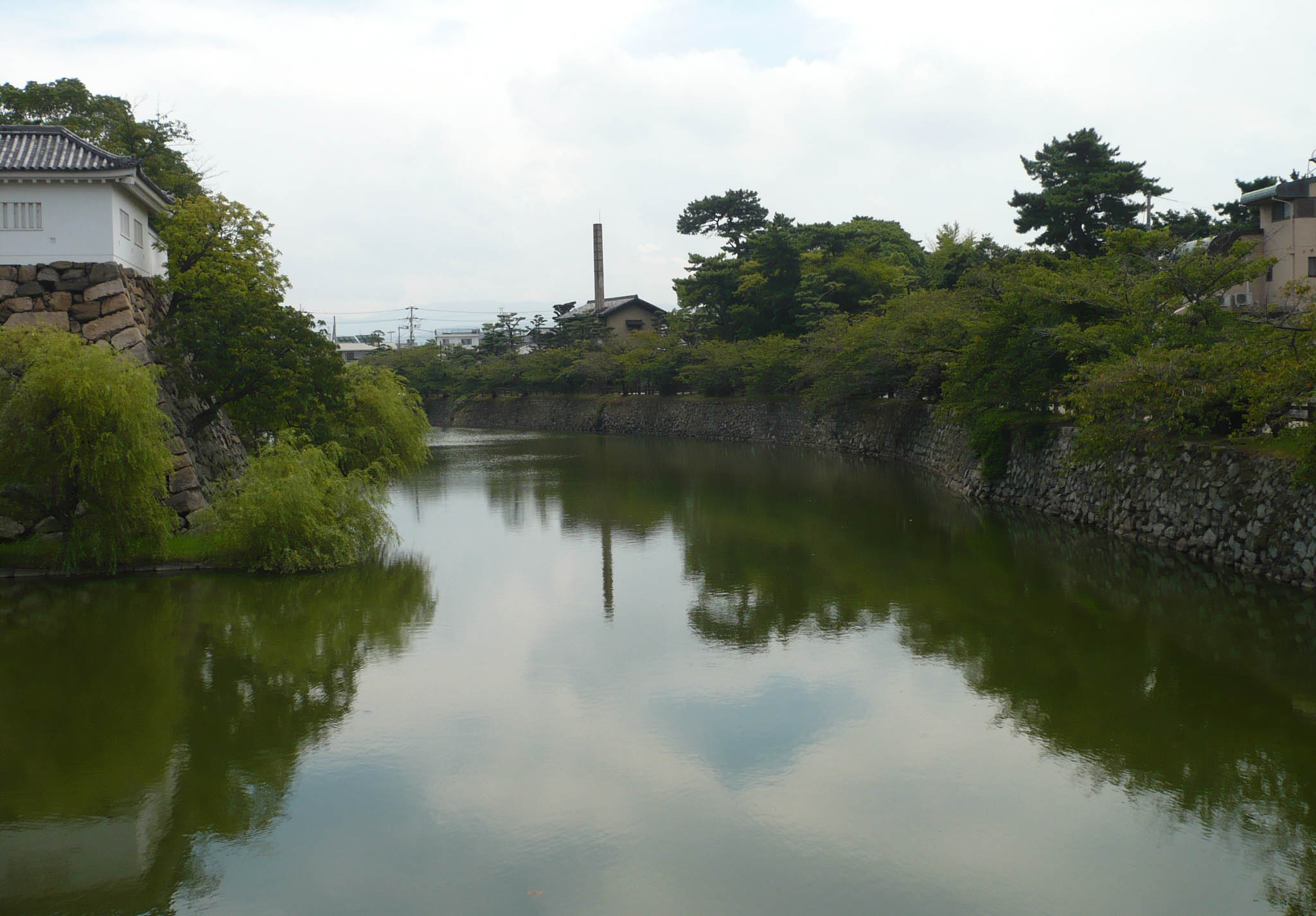
Grabenpartie